# Xolotl

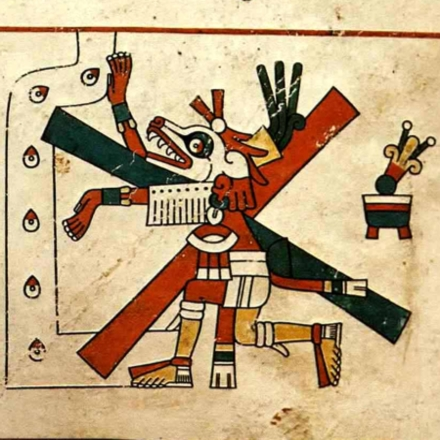
Una raffigurazione di Xolotl (Codice Fejervary-Mayer, XV secolo)

Xolotl [ˈʃolot͡ɬ], secondo la mitologia azteca e prima ancora quella tolteca, è il dio lupo dei lampi e colui che aiutava i morti nel loro viaggio verso Mictlan.
Figlio della vergine Coatlicue, gemello di Quetzalcoatl, rappresentava la personificazione demoniaca di Venere, la stella della sera. Quetzalcoatl e Xolotl, stella del mattino e stella della sera, scomparivano per poi ricomparire dopo aver soggiornato nel mondo sotterraneo dei morti.
Proteggeva il sole quando, la notte, scendeva nel mondo sotterraneo.
Nelle raffigurazioni artistiche era dipinto con gli stessi attributi e ornamenti di Quetzalcoatl, ma come uno scheletro o come un uomo con la testa di cane. Per il mito cosmogonico, durante l'Età delle Acque salvò l'umanità bagnando col proprio sangue le ossa dei morti, riportandoli così in vita.
Xolotl fu anche il nome di un guerriero cicimeco del Nord del Messico.